# Folkmusikfestival Ilidža
Das Ilidža Folkmusikfestival (bosnisch: Festival narodne muzike Ilidža / Фестивал народне музике Илиџa) ist das am längsten aktive und wichtigste Folkmusikfestival aus dem ehemaligen Jugoslawien. Es findet jährlich in Ilidža, Sarajevo, Bosnien und Herzegowina statt. Das Festival wurde 1964 vom Verband bosnischer Gesangskünstler gegründet, findet im Juli statt und dauert 4 Tage. An der Veranstaltung nehmen sowohl moderne als auch traditionelle Folkmusiker teil. Zum Genre zählen unter anderem, Sevdalinka, Starogradska, modernes Folk, Novokomponovana, mazedonisches Folk, Turbo-Folk und Akkordeonmusik. Traditionell gesehen ist es die wichtigste Veranstaltung für anstrebende Folksänger aus Jugoslawien, da die beiden großen jugoslawischen Plattenfirmen Jugoton und PGP-RTS Vinyls jeder jährlichen Austragungen herausbrachten. Zahlreiche angesehene Folksänger aus dem ehemaligen Jugoslawien wurden entweder von Plattenfirmen unter Vertrag genommen oder erhielten nach den Auftritten beim Festival eine breitere Medienpräsenz. Die serbische Turbofolk-Sängerin Ceca trat dort in der Ausgabe von 1988 im Alter von 15 Jahren auf und gewann den Wettbewerb mit ihrer Single Cvetak Zanovetak, wohingegen Hanka Paldum nach dem Gewinn des Newcomer-Wettbewerbs aus dem Jahr 1974 von Diskoton unter Vertrag genommen wurde.

## Geschichte
Sarajevo ist ein traditionelles Zentrum für Folkmusik im ehemaligen Jugoslawien gewesen. Daher zogen zahlreiche Künstler aus allen Teilen des Landes in die Stadt, mit der Hoffnung entdeckt zu werden und künstlerische Inspiration zu finden. Die pulsierende Musikszene der Stadt, die von vielen Live-Musikclubs, Bars und Kaffees begleitet wurde, zog vor allem Performer traditioneller bosnischer Sevdalinka-Musik, Roma-Musik und moderner Folkmusik an. Im Jahr 1963 organisierte der Verband bosnischer Gesangskünstler das Treffen der Performer und Sänger der Folkmusik des Jahres 1963, welches als Vorreiter des Festivals gilt und im Vorort von Sarajevo namens Ilidža stattfand.
Ein Jahr später wurde das Festival unter dem Arbeitstitel Festival der Folklieder und Spiele - Ilidža (bosnisch: Festival narodnih pjesama i igara Ilidža / Фестивал народних пјесама и игара Илиџa) gegründet und erhielt unmittelbar danach von allen großen Folk-orientierten Plattenlabels Unterstützung. Die Popularität und der kommerzielle Erfolg des Festivals wuchs so schnell, dass die Vinyl aus dem Jahr 1969 mit 1.700.000 verkauften Exemplaren Platin ging. Die Ausgabe des Jahres 1970 erhielt mehr als 700 Bewerber und wurde daraufhin in Ilidža Festival der jugoslawischen Songs umbenannt.
Mit der Belagerung von Sarajevo infolge des Bosnienkriegs befand sich Ilidža unter bosnisch-serbischer Kontrolle, woraufhin der Betrieb des Festivals eingestellt wurde. Nach der Unterzeichnung des Friedensabkommens von Dayton im Jahr 1995 wurde der Vorort wieder in die Stadt Sarajevo integriert. Das Festival wurde 1998, unter dem Schutz der Gemeinde Ilidža und des Kantons Sarajevo, neu etabliert. Seit 2013 findet das Festival in Kooperation mit dem Hayat Television Network statt und feierte im Jahr 2014 ihr 50-jähriges Jubiläum.
Zu den aufgetretenen Künstlern zählen:
- Šaban Šaulić, Halid Bešlić, Enes Begović, Halid Muslimović, Sinan Sakić, Lepa Brena, Dragana Mirković, Mitar Mirić, Miroslav Ilić, Predrag Cune Gojković, Zorica Brunclik, Šaban Bajramović, Meho Puzić, Džej Ramadanovski, Olivera Katarina, Lepa Lukić, Emina Zečaj, Nada Mamula, Zaim Imamović, Žika Nikolić, Safet Isović, Hanka Paldum, Ceca, Beba Selimović, Ibrica Jusić, Toma Zdravković, Zvonko Bogdan, Keba, Mile Kitić, Šerif Konjević, Zekerijah Đezić, Muharem Serbezovski, Esma Redžepova, Era Ojdanić und weitere.

## Format
Das Festival ist in vier Programmen unterteilt:
- Hüter der Tradition – entworfen, um traditionelle Balkan-Volksmusikgenres wie Sevdalinka und Starogradska zu präsentieren.
- Erstes Akkordion – ein Wettbewerbsprogramm für Volksakkordeonmusiker.
- Volksmusikwettbewerbsabend – ein Wettbewerbsprogramm für Newcomer und Nachwuchstalente.
- Giganten der Folkmusik – das Markenzeichen des Festivals mit Auftritten der berühmtesten Sänger der Folkmusik aus dem Balkan.